# Kremenčucká vodní elektrárna
Kremenčucká vodní elektrárna (ukrajinsky Кременчуцька ГЕС, rusky Кременчугская ГЭС) je vodní dílo na řece Dněpr na Ukrajině. Je ve směru toku třetím stupněm Dněperské kaskády a je na kaskádě druhou nejvýkonnější elektrárnou. Je třetí nejvýkonnější vodní elektrárnou na Ukrajině.

## Popis
Přehradní nádrž vzniklá za hrází elektrárny poskytuje zhruba pětinásobný užitečný objem oproti výše umístěným přehradním nádržím. Hltnost elektrárny je tak oproti vyšším stupňům nižší i při vyšším přirozeném průtoku a nižší je tedy i počet turbín. Od kremenčuckého stupně dochází k vícedenní až týdenní regulaci Dněpru a řeka je již z 94 % regulována.
Dvanáct vertikálních Kaplanových turbín pracuje na maximálním spádu 14,2 m při optimální hodnotě 13,6 m a poskytuje k roku 2019 výkon 639 MW. Maximální hltnost všech turbín je 5 700 m3/s, celková propustnost vodního díla je 24 160 m3/s.
Vodní dílo je tvořeno jednokomorovou dopravní cestou na pravém břehu, pravobřežní zemní sypané o délce 526 m, budovy elektrárny o délce 305 m, betonové přelivové hráze s deseti poli a 11 km dlouhé levobřežní hráze.
Roční výroba k roku 2018 je 1,4 miliardy kWh.

## Historie výstavby
O výstavbě vodní elektrárny „Kremstroj“ rozhodla Rada ministrů SSSR dne 25. března 1954.
7. června 1954 byl položen základ první budovy nového města Svitlovodsk pro budovatele díla.
25. října 1955 bylo dokončeno 91 km dlouhé vedení přenosové linky mezi staveništěm a uzlem Kryvyj Rih.  
25. dubna 1956 začalo naspávání zemní hráze od řečiště řeky k levému břehu údolí.
V březnu 1957 položen první kubík betonu do základů elektrárny.
V březnu 1958 položen první kubík v základech přelivové hráze.
4. května 1958 byla stavba vyhlášena jako úderná stavba Komsomolu.
6. září 1959 proplula první loď zdymadlovou komorou.
3. října 1959 byla zatopena stavební jáma.
4. října 1959 byl přehrazen Dněpr.
23. listopadu 1959 byl proveden zkušební provoz první jednotky vodní elektrárny.
31. října 1960 byla k veřejné síti připojena dvanáctá a poslední jednotka.
24. května 1962 bylo dosaženo projektovaného výkonu 625 MW a 29. července byla vodní elektrárna slavnostně otevřena.